# Dorohobuj, Hoșcea
Dorohobuj (în ucraineană Дорогобуж) este un sat în comuna Horbakiv din raionul Hoșcea, regiunea Rivne, Ucraina.

## Demografie
Componența lingvistică a localității Dorohobuj
     Ucraineană (99,7%)
     Alte limbi (0,3%)
Conform recensământului din 2001, majoritatea populației localității Dorohobuj era vorbitoare de ucraineană (99,7%), existând în minoritate și vorbitori de alte limbi.